# Iris de Araújo
Iris de Araújo Rezende Machado (Três Lagoas, 7 de mayo de 1943 - Mato Grosso del Sur, 21 de febrero de 2023) fue una política y presentadora brasileña.

## Biografía
Fue diputada federal por el estado de Goiás. Formó parte del partido político Movimiento Democrático Brasileño, se desempeñó como primera dama de los cargos electos de su esposo.
Contrajo matrimonio con el abogado y político Iris Rezende, tuvieron tres hijos: Cristiano, Ana Paula y Adriana.
Falleció el 21 de febrero de 2023 a los 79 años, en Mato Grosso del Sur, el entierro tuvo lugar en el tradicional Cementerio de Santana.